# Фокер F27
Фокер F27 (енгл. Fokker 27 Friendship) је путнички авион холандског произвођача Фокер.

## Пројектовање и развој
Пројекат Фокер F27 започео је 1950-их као замена за врло успешни DC-3. Произвођач је размотрио различите конфигурације пре него што је донесена коначна одлука за израду висококрилца са два Роллс-Ројс Дарт мотора и с кабином под притиском за 28 путника.
Први прототип (PH-NIV) полетео је 24. новембра 1955. године. Други прототип, почетни производни модел, био је 0,9 m дужи с чиме се тежиште померило према напред, а добијен је и простор за још 4 седишта. На авион су се уграђивали Дарт Мк 528 мотори.

## Производња
Први производни авион F27-100 достављен је авио-компанији Ер Лингус у новембру 1958. Међу осталим наручиоцима били су Братхенс САФЕ, Лукаир, Ансет, Транс Аустралија ерлајнс и Теркиш ерлајнс. 1956. године, Фокер потписује уговор о лиценцирању са америчким произвођачем авиона Ферчајлд за израду F27 у САД. Први амерички F27 полетео је 12. априла 1958. Ферчајлд је такође самостално развио продужену верзију под називом FH-227. Већина ових авиона продата је на северноамеричком тржишту. До завршетка производње 1987. године израђено је 793 авиона (од чега је 207 направљено у Ферчајлду) што га чини једним од најуспешнијих западноевропских цивилних турбо-елисних авиона тог доба. Касније су многи путнички F27 прерађени у теретне авионе од којих неки и данас лете. У раним 1980- им Фокер је развио наследника F27, Фокер . Иако на конструкцији F27-500, Фокер 50 је у ствари нови авион са модерним системима и Прат и Витнеј Канада моторима.

## Варијанте
- -100 - прва производна варијанта са 44 путника.
- -200 - верзије са Дарт Мк 532 моторима.
- -300 Комбиплејн - комбиновани путничко / транспортни авион.
- -300М Трупшип - војна верзија за Ратно ваздухопловство Холандије.
- -400 - комбиновани путничко / транспортни авион с два Ролс-Ројс Дарт 7 турбо-елисна мотора и великим вратима за терет.
- -400М - војна верзије за Оружане снаге САД са ознаком C-31А Трупшип.
- -500 - најприсутнији Фокеров модел са 1,5 m дужим трупом, са Дарт Мк 528 моторима и 52 седишта. Први лет авион је имао у новембру 1967.
- -500М - војна верзије.
- -500 - верзије -500 са мањим предњим и задњим вратима за аустралијско тржиште.
- -600 - брзо промењива транспортно / путничка верзија - 200 са великим теретним вратима.
- -700 - F27-100 - са великим вратима за терет.
- Маритајм - ненаоружана верзија за поморско извиђање.
- Маритајм Енфорсер - наоружана верзије за поморско извиђање.
- - продужена верзије Ферчајлд Хилер.

## Земље у којима је коришћен овај авион
| - Алжир - Ангола - Аргентина - Аустралија - Бангладеш - Бијафра - Боливија - Бразил - Гана - Гватемала - Данска | - Енглеска - Индија - Индонезија - Иран - Исланд - Италија - Јемен - Куба - Луксембург - Мексико | - Мјанмар - Нигерија - Нови Зеланд - Норвешка - Обала Слоноваче - Пакистан - Панама - Перу - САД - Сенегал | - Судан - Тајланд - Турска - Уругвај - Филипини - Финска - Холандија - Хондурас - Шведска - Шпанија |